# پلافسک ۲۱۷۲
سیارک ۲۱۷۲ (به انگلیسی: 2172 Plavsk، نامگذاری:1973QA2) دو هزار و صد و هفتاد و دومین سیارک کشف شده‌است که در ۳۱ اوت ۱۹۷۳ کشف شد.
قدر مطلق سیارک برابر ۱۲٫۱۰ است.